# Santa Cruz del Norte
Santa Cruz del Norte – miasto oraz gmina na Kubie leżące w prowincji Mayabeque (do 2010 prowincja Hawana). Miasto jest położone pomiędzy stolicą Kuby, Hawaną a miastem Matanzas.
Łączna populacja gminy wynosi  32 576 mieszkańców, dane te pochodzą ze spisu powszechnego jaki odbył się w 2004 roku. Powierzchnia miasta wynosi 376 km² a gęstość zaludnienia wynosi 86,6 os/km².
Gmina dzieli się na trzy dzielnice: Boca de Jaruco, Jibacoa oraz Arcos de Canasí.

## Historia oraz gospodarka

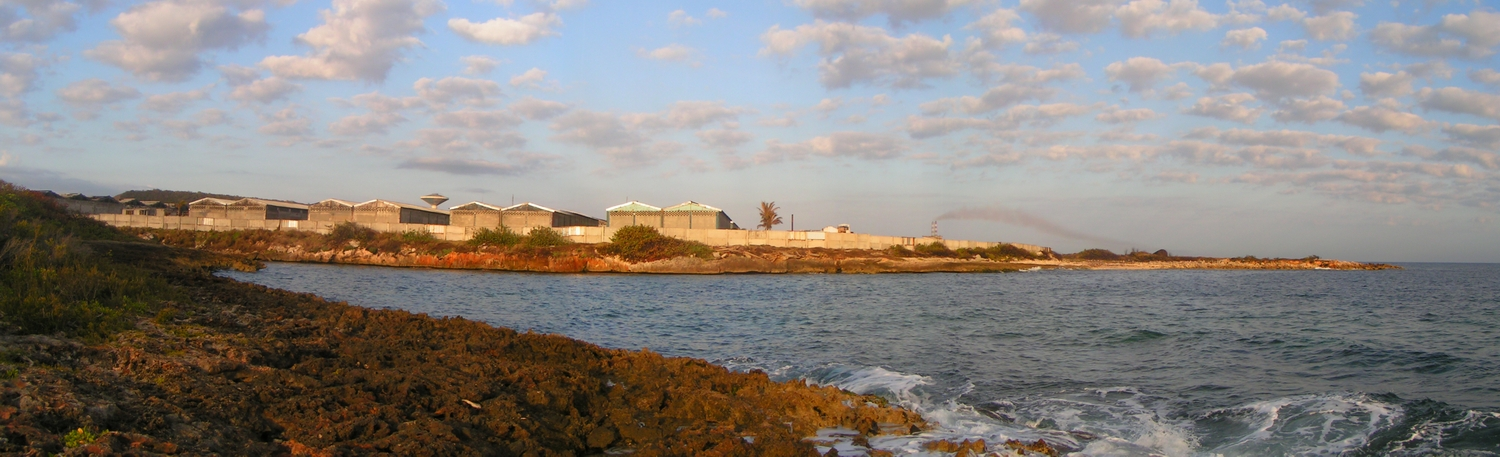
Destylarnia rumu marki Havana Club

Miasto zostało założone w 1800 roku jako niewielka osada rybacka. W ciągu następnych lat osada znacznie się rozrosła osiągając status miasta. W 1931 roku Santa Cruz del Norte otrzymało status gminy.
Santa Cruz del Norte jest najbardziej znane z siedziby oraz destylarni słynnego kubańskiego rumu marki Havana Club. Destylarnia zakładu jest częstym miejscem odwiedzanym przez zorganizowane grupy turystów.

## Osoby związane z Santa Cruz del Norte
- Ana de Armas -  kubańska aktorka, nominowana do Złotego Globu za rolę w filmie Na noże, urodziła się w Santa Cruz del Norte.[1]